# Campionati del mondo di atletica leggera 2009 - Salto in lungo femminile
La gara di salto in lungo femminile si è svolta su due giorni: qualificazioni il 21 agosto e finale il 23 agosto 2009. La medaglia d'oro è stata vinta dall'atleta statunitense Brittney Reese, gli altri gradini del podio sono stati rispettivamente conquistati dalla russa Tat'jana Lebedeva e dalla turca Karin Melis Mey.

## Podio
| #       | Atleta          | Nazionalità | Misura |
| ------- | --------------- | ----------- | ------ |
| Oro     | Brittney Reese  | Stati Uniti | 7,10 m |
| Argento | Karin Melis Mey | Turchia     | 6,80 m |
| Bronzo  | Naide Gomes     | Portogallo  | 6,77 m |

## Situazione pre-gara

### Record
Prima di questa competizione, il record del mondo (WR) e il record dei campionati (CR) erano i seguenti.
| Record                | Prestazione | Atleta                              | Data / Luogo                                |
| --------------------- | ----------- | ----------------------------------- | ------------------------------------------- |
| Record mondiale       | 7,52 m      | Galina Chistyakova Unione Sovietica | 11 giugno 1988 Leningrado, Unione Sovietica |
| Record dei campionati | 7,36 m      | Jackie Joyner-Kersee Stati Uniti    | 4 settembre 1987 Roma, Italia               |

### Stagione
Prima di questa gara, le atlete con le migliori tre prestazioni dell'anno erano  :
| # | Atleta                     | Prestazione | Data / Luogo                         |
| - | -------------------------- | ----------- | ------------------------------------ |
| 1 | Brittney Reese Stati Uniti | 7,06 m      | 24 maggio 2009 Belém, Brasile        |
| 2 | Naide Gomes Portogallo     | 6,99 m      | 25 luglio 2009 Londra, Gran Bretagna |
| 3 | Funmi Jimoh Stati Uniti    | 6,96 m      | 8 maggio 2009 Doha, Qatar            |

### Campionesse in carica
| Campionessa | Atleta                     | Prestazione | Data / Luogo                    | Competizione                |
| ----------- | -------------------------- | ----------- | ------------------------------- | --------------------------- |
| Olimpica    | Maurren Higa Maggi Brasile | 7,04 m      | 22 agosto 2008 Pechino, Cina    | Giochi della XXIX Olimpiade |
| Mondiale    | Tat'jana Lebedeva Russia   | 7,03 m      | 28 agosto 2007 Osaka, Giappone  | Campionati del mondo 2007   |
| Europea     | Ljudmila Kolčanova Russia  | 6,93 m      | 13 agosto 2006 Göteborg, Svezia | Campionati europei 2006     |

## Gara

### Qualificazioni
La misura per la qualificazione diretta era di: 6,75 m.
| Pos. | Gruppo | Atleta                      | Nazione       | #1   | #2   | #3   | Risultato | Note |
| ---- | ------ | --------------------------- | ------------- | ---- | ---- | ---- | --------- | ---- |
| 1    | A      | Naide Gomes                 | Portogallo    | 6.60 | 6.86 |      | 6.86      | Q    |
| 2    | B      | Brittney Reese              | Stati Uniti   | 6.78 |      |      | 6.78      | Q    |
| 3    | B      | Ol'ga Kučerenko             | Russia        | 6.68 | 6.65 | -    | 6.68      | q    |
| 4    | A      | Maurren Higa Maggi          | Brasile       | 6.68 | 6.58 | 6.30 | 6.68      | q    |
| 5    | B      | Karin Melis Mey             | Turchia       | 6.57 | 6.61 | 6.67 | 6.67      | q    |
| 6    | B      | Keila Costa                 | Brasile       | 6.66 | x    | 6.55 | 6.66      | q    |
| 7    | B      | Ksenija Balta               | Estonia       | x    | 6.23 | 6.59 | 6.59      | q    |
| 8    | A      | Anastasija Mirončyk-Ivanova | Bielorussia   | 6.08 | 6.55 | 6.42 | 6.55      | q    |
| 9    | A      | Teresa Dobija               | Polonia       | 6.55 | x    | x    | 6.55      | q    |
| 10   | A      | Brianna Glenn               | Stati Uniti   | x    | x    | 6.53 | 6.53      | q    |
| 11   | A      | Shara Proctor               | Anguilla      | 6.43 | 6.52 | 6.47 | 6.52      | q    |
| 12   | A      | Elena Sokolova              | Russia        | 6.44 | 6.51 | 6.46 | 6.51      |      |
| 13   | A      | Jung Soon-ok                | Corea del Sud | 6.45 | 6.31 | 6.49 | 6.49      |      |
| 14   | A      | Ruky Abdulai                | Canada        | 6.37 | 6.45 | x    | 6.45      |      |
| 15   | B      | Jovanee Jarrett             | Giamaica      | 6.29 | 6.42 | 6.43 | 6.43      |      |
| 16   | B      | Viktorija Rybalko           | Ucraina       | 6.40 | 6.18 | x    | 6.40      |      |
| 17   | B      | Éloyse Lesueur              | Francia       | 6.40 | 6.09 | 6.11 | 6.40      |      |
| 18   | A      | Irina Melešina              | Russia        | 6.39 | 6.14 | x    | 6.39      |      |
| 19   | B      | Natalija Dobryns'ka         | Ucraina       | 6.32 | 6.38 | 6.36 | 6.38      |      |
| 20   | A      | Funmi Jimoh                 | Stati Uniti   | x    | x    | 6.34 | 6.34      |      |
| 21   | B      | Yarianny Argüelles          | Cuba          | 6.15 | 5.97 | 6.32 | 6.32      |      |
| 22   | B      | Melanie Bauschke            | Germania      | 6.32 | 6.13 | 6.14 | 6.32      |      |
| 23   | B      | Margrethe Renstrøm          | Norvegia      | 6.31 | x    | 6.10 | 6.31      |      |
| 24   | A      | Bianca Kappler              | Germania      | 6.26 | 6.21 | 6.29 | 6.29      |      |
| 25   | A      | Viktorija Molčanova         | Ucraina       | 6.29 | 6.20 | x    | 6.29      |      |
| 26   | A      | Ola Sesay                   | Sierra Leone  | 5.92 | 6.23 | 6.19 | 6.23      |      |
| 27   | A      | Sachiko Masumi              | Giappone      | 6.23 | 6.06 | 6.13 | 6.23      |      |
| 28   | B      | Marestella Torres           | Filippine     | 6.21 | 6.03 | 6.22 | 6.22      |      |
| 29   | B      | Janice Josephs              | Sudafrica     | 6.22 | 5.75 | x    | 6.22      |      |
| 30   | B      | Beatrice Marscheck          | Germania      | 6.07 | x    | 6.19 | 6.19      |      |
| 31   | A      | Jana Veldáková              | Slovacchia    | x    | 6.16 | x    | 6.16      |      |
| 32   | A      | Sirkka-Liisa Kivine         | Estonia       | x    | 5.92 | 6.10 | 6.10      |      |
| 33   | B      | Alice Falaiye               | Canada        | 6.07 | 6.09 | x    | 6.09      |      |
| 34   | A      | Nina Kolaric                | Slovenia      | x    | x    | 6.00 | 6.00      |      |
| 35   | B      | Patricia Sylvester          | Grenada       | 5.92 | 5.80 | x    | 5.92      |      |
|      | B      | Blessing Okagbare           | Nigeria       |      |      |      | dns       |      |
|      | B      | Tat'jana Lebedeva           | Russia        |      |      |      | dq        |      |

Legenda: DNS = Did not start, Q = Qualificazione diretta, q = Qualificazione per miglior misura

### Finale
| Pos.    | Atleta                      | Nazione     | #1   | #2   | #3   | #4   | #5   | #6   | Risultato | Note                                    |
| ------- | --------------------------- | ----------- | ---- | ---- | ---- | ---- | ---- | ---- | --------- | --------------------------------------- |
| Oro     | Brittney Reese              | Stati Uniti | 6.92 | 6.85 | 7.10 | x    | x    | x    | 7.10      | Miglior prestazione mondiale stagionale |
| Argento | Karin Melis Mey             | Turchia     | 6.76 | x    | 6.80 | x    | x    | 6.49 | 6.80      |                                         |
| Bronzo  | Naide Gomes                 | Portogallo  | 6.77 | x    | 6.52 | 6.68 | 6.69 | 6.68 | 6.77      |                                         |
| 4       | Ol'ga Kučerenko             | Russia      | x    | x    | 6.77 | 6.63 | x    | 6.68 | 6.77      |                                         |
| 5       | Shara Proctor               | Anguilla    | x    | 6.56 | 6.71 | x    | x    | 6.40 | 6.71      | Record nazionale                        |
| 6       | Maurren Higa Maggi          | Brasile     | 6.68 | x    | x    | 6.64 | -    | -    | 6.68      |                                         |
| 7       | Ksenija Balta               | Estonia     | 6.62 | 6.52 | x    | 6.15 | 6.60 | 6.57 | 6.62      |                                         |
| 8       | Brianna Glenn               | Stati Uniti | x    | 6.59 | x    |      |      |      | 6.59      |                                         |
| 9       | Teresa Dobija               | Polonia     | x    | 6.58 | 6.51 |      |      |      | 6.58      |                                         |
| 10      | Anastasija Mirončyk-Ivanova | Bielorussia | x    | 6.24 | 6.29 |      |      |      | 6.29      |                                         |
|         | Keila Costa                 | Brasile     | x    | x    | x    |      |      |      | dns       |                                         |
|         | Tat'jana Lebedeva           | Russia      |      |      |      |      |      |      | dq        |                                         |

Legenda: MS = Migliore prestazione mondiale stagionale, NM = Nessuna misura, PS = Primato personale stagionale, RN = Record Nazionale.